# Synode von Estinnes
Die Synode von Estinnes (gelegentlich als Konzil von Leptinä bezeichnet) fand am 1. März 743 statt und diente dazu, auch für Neustrien eine Kirchenreform im Sinne des Bonifatius durchzuführen, wie sie bereits 742 oder 743 auf dem Concilium Germanicum vereinbart worden war.
Der Ort der Synode, die karolingische Pfalz villa listinas, entspricht dem heutigen Estinnes bei Binche im Hennegau.
Ergänzt wurde diese Synode durch die Synode von Soissons (744) auf dem Gebiet Pippins des Jüngeren.

## Hintergründe
Bonifatius bestand auf fränkische Reichssynoden, da entsprechende Versammlungen seit vielen Jahrzehnten nicht mehr einberufen worden waren. Missstände waren eingerissen, und Bonifatius fand sehr harte Worte gegen den in seinen Augen stark verweltlichten und heruntergekommenen Klerus. So wetterte er gegen Kleriker, „die seit ihrer Jugend immer in Unzucht, immer in Ehebruch und immer in allerlei Schmutzereien gelebt haben. … Sie haben vier oder fünf oder nochmehr Beischläferinnen im Bett und empfinden weder Scham noch Furcht beim Verlesen des Evangeliums.“
Ganz ohne Eigennutz ging allerdings auch Bonifatius nicht vor. Ihm lag daran, Erzbischof von Köln zu werden. Stattdessen wurde er mit dem Mainzer Stuhl abgefunden; dessen Besitzer hatte sich einer Blutrache schuldig gemacht und war für Bonifatius das Muster eines verkommenen Bischofs. Bonifatius wurde der Erzbischofstitel nur ad personam übertragen.
Bonifatius’ Kritik an den Zuständen der Kirche waren weithin berechtigt, denn Bildung und katholische Lehre lagen vielerorts im Argen. So wundert es nicht, dass auch weitergehende Kritiker wie Adalbertus auftraten, der die Priester schmähte, die Sakramente als wertlos erachtete und erklärte, er habe seine Lehre durch Briefe von Jesus erhalten. Adalbert wurde von der Synode verdammt, ebenso seine Engellehre, der der Papst etwas später seine Lehre von den drei Erzengeln entgegenstellte.

## Themen
Die Synode regelte die Kirchenorganisation in den Machtbereichen der Hausmeier Pippin der Jüngere und Karlmann. Beide Gebiete sollten je zwei Erzbischöfe erhalten:
- In Karlmanns Bereich wurde Bonifatius Bischof in Germanien und Grimo in Rouen.
- In Pippins Bereich bekleidete Abel das Bischofsamt in Reims, Ardobert das in Sens.

Die Synode legte dem Klerus ein Waffenverbot ebenso wie ein Jagdverbot auf.
Am problematischsten erwies sich das Verhältnis zwischen Kirche und Staatsgewalt, zumal wenn es um konkrete Rechte ging wie den Kirchenbesitz. Dieser wurde von Karl Martell zu großen Teilen an seine Anhänger vergeben, um diese im Rahmen des entstehenden Feudalsystems einzubinden und ihre Leistungskraft für die staatliche Gewalt nutzbar zu machen. Begründet wurden derartige „Zwangsenteignungen“ zu Lasten der Kirche mit zu großem Unabhängigkeitsstreben einiger Kirchenfürsten und mit dem höheren Zweck, die Christenheit mit Waffengewalt, also mit kampffähigen Rittern, zu verteidigen. Die Kirche vertrat dagegen die Position, dass solche Enteignungen einem Rechtsbruch gleichkämen und auch gegen Kirchenrecht verstießen.
Die Synode von Estinnes versuchte hier einen Kompromiss: Den enteigneten Kirchen stand eine von den neuen Besitzern zu zahlende Entschädigung in Höhe von 12 Denaren je Hofstätte zu. Das Ganze wurde in der Rechtsform der Prekarie organisiert. Die Hausmeier waren aber auch weiterhin auf die Heranziehung von Kirchengütern angewiesen und die Bekräftigung, diese Güter würden „mit Gottes nachsichtiger Duldung [nur] für einige Zeit zurückbehalten“, konnte den Klerus kaum zufriedenstellen, da Enteignungen nur dann unzulässig sein sollten, wenn das betroffene Bistum dadurch in extreme Armut gestürzt würde.
In einigen Punkten konnte Bonifatius sowohl Kirchendisziplin wie Kirchenorganisation und Dogmatik durchsetzen. Insgesamt traf er gerade auch bei den Bischöfen aber auf eine Opposition, die ihm das Leben schwerzumachen verstand. Besonders Bischof Milo von Trier widersetzte sich Bonifatius intensiv.